# Vincent DiCalogero
Vincent DiCalogero, ameriški rokometaš, * 25. julij 1950, New York City.
Leta 1972 je na poletnih olimpijskih igrah v Münchnu v sestavi ameriške rokometne reprezentance osvojil 14. mesto.
Čez štiri leta je z reprezentanco osvojil deseto mesto.